# Sam Malcolmson
Samuel A. Malcolmson (1947. április 2. – 2024. szeptember 18.) válogatott új-zélandi labdarúgó.

## Pályafutása

### Klubcsapatban
Skóciában született. 1971 és 1972 között az Airdrieonians játékosa volt. 1972-ben néhány mérkőzésen pályára lépett a Queen of the South csapatában, majd azt követően az északír Portadown együtteséhez igazolt, ahol egy évet töltött. Az 1973–74-es szezonban az Albion Rovers csapatában szerepelt. 1974-ben Új-Zélandra költözött és a Wellington Diamondban játszott, melynek tagjaként 1976-ban megnyerte az új-zélandi bajnokságot. 1976 és 1977 között a Stop Out, 1978-ban az Eastern Suburbs csapatát erősítette. 1979-ben visszatért a Wellington Diamondhoz, mellyel újabb bajnoki címet szerzett 1980-ban. Később szerepelt még a Manurewa (1981), és az East Coast Bays (1982) együttesében.

### A válogatottban
1976 és 1982 között 15 alkalommal szerepelt az új-zélandi válogatottban és 2 gólt szerzett. 1976. szeptembers 13-án mutatkozott be egy Burma elleni 2–0-ás győzelem alkalmával, melyen ő szerezte csapata egyik gólját. Részt vett az 1982-es világbajnokságon, ahol a Skócia elleni csoportmérkőzésen kezdőként lépett pályára. A Szovjetunió és a Brazília elleni találkozókon nem kapott lehetőséget.

## Sikerei, díjai
Wellington Diamond
- Új-zélandi bajnok (2): 1976, 1980